# Chesham Bois
Chesham Bois ist ein Dorf in der Grafschaft Buckinghamshire, England, angrenzend an Amersham und Chesham.

## Geschichte
Der ursprüngliche Weiler erhielt seinen Namen zunächst von der Familie Bosco (ital. „Wald“), die während der Amtszeit von König Johann das größte Landgut von Chesham besaß. Bois ist die französische Übersetzung von „Holz“. Anschließend, unter der Herrschaft Heinrichs VII., ging das Landgut in den Besitz der Cheynes von Chenies über und später mit dem restlichen Nachlass der Cheynes an den Duke of Bedford über.

## Persönlichkeiten
- Horace Barlow (1921–2020), Neurowissenschaftler
- Henry Charlton Bastian (1837–1915), Neurologe
- Edmund Crispin (1921–1978), Krimiautor und Komponist